# Kmモビリティサービス
株式会社kmモビリティサービス（ケイエムモビリティサービス）は、バス事業を営む企業。国際自動車株式会社（旧：kmホールディングス）の100％子会社。
以前は国際自動車の直営事業としてバス事業を行っていたが、2009年の持株会社化に伴い「株式会社ケイエム観光」へ分社を行い、2013年5月に「ケイエム観光バス株式会社」に社名変更、2021年4月より現社名となった。

## 概要

### 営業拠点
- 東京支店
  - 大森営業所（大田区大森南） - 貸切・乗合・特定[2][注釈 1]
  - 大阪営業所（大阪市西淀川区中島） - 貸切
    - 2024年5月に国際ハイヤー大阪営業所と統合し国際自動車大阪株式会社となった。

## 観光バス事業
観光バス事業は、東京を代表する大手事業者のひとつとして、高級観光バスの導入に積極的である。1995年に旧・藤田観光自動車を、2016年にニュー東京観光自動車を吸収した。
また、京都地区については元来京都支店にて運行していたが、これは京阪電気鉄道に譲渡され、同社傘下の京阪国際観光自動車となってkmは京都から撤退していた時期がある。現在の京都支店は1968年に京都バス（当時は京阪グループではない）から事業譲受して再発足したものである。現社名への変更後、京都営業所閉鎖に伴い京都地区からは再度撤退することとなった。
また東京ヤサカ観光バスと共同で、三越伊勢丹ニッコウトラベル（運行当初は「三越トラベルセンター」）主催のバスツアー「三越伊勢丹プレミアムクルーザー」を運行する。

## 特定バス事業
特定バス事業として、シャトルバス・無料送迎バスを中心に、以下の契約輸送を担当している。
- 伊勢丹新宿店と駐車場を結ぶ「伊勢丹シャトルコーチ」[5][6][7]
- ホテルインターコンチネンタル東京ベイの浜松町バスターミナル・品川駅行き送迎バス
- 玉川髙島屋本館とガーデンアイランドを結ぶ無料送迎バス（委託契約で運転手派遣のみ、車両は玉川高島屋の100％子会社の東神開発が所有）
- 川崎フロンターレのクラブバス[8]。

## 路線バス事業
当社の路線バス事業については、前身の国際自動車時代に1947年より「官衙バス」と称して官庁職員専用乗合としての特定免許を受けて運行を開始したが、一般乗客も多く便乗した違法行為が行われたため問題となり、1952年一般者の便乗が禁止、1954年には「官衙バス」事業が東京都に買収され、都営バスの一般路線となった。
2012年から東京都内で路線バスの運行を再開、レインボーブリッジを経由する「お台場レインボーバス」を運行する。2013年4月から2017年5月までは同じくレインボーブリッジを経由する「kmフラワーバス」を運行していた。

### お台場レインボーバス
レインボーブリッジ（一般道路部）を経由し、品川駅・田町駅とお台場エリアを結ぶ路線バス。正式名称は「台場シャトルバス」。2012年4月19日に運行を開始した。港区から運行を委託されており、運行に当たって港区と台場地区の住民代表、企業代表、ケイエム観光による「台場シャトルバス運営協議会」が組織され運営主体となっている。
運賃は大人220円・小児110円。一日乗車券、定期券や港区コミュニティバス乗車券の設定がある一方、東京都シルバーパスは利用できない。
2013年1月17日より後払い電子マネーiDが導入され（路線バスでの導入は那覇バスに次いで2例目）、さらに2021年9月16日よりスマホアプリRingo PassによるNFCを利用したキャッシュレス乗車サービスの実証実験を開始した。2024年11月1日より三井住友カード提供の「stera transit」を活用したタッチ決済（対応ブランドはVisa・JCB・American Express・Diners Club・Discover・銀聯・Mastercard（2025年6月10日より））を導入し、2025年1月31日をもってiDとRingo Passの取り扱いを終了した。
開業以来Suica・PASMO等の交通系ICカードは利用出来なかったが、2025年4月1日よりPiTaPaを除いて利用可能となったが、2025年5月3日より現行の機器では決済処理に時間を要し、定時運行に支障を来しているほか、運転士の業務負担も増大していることから、新たな機器を導入するまでの間、交通系ICカードによる決済は休止している。
お台場レインボーバスでは、デジタル定期券を販売しており、2025年4月1日より「RYDE PASS」アプリにて、従来の紙タイプとの並行販売を開始している。また、同アプリにて「お台場レインボーバス1日乗車券」、「ちぃばす・お台場レインボーバス共通1日乗車券」の乗車券も販売中である。
車両は開業当初は専用の日野・レインボーIIが就役、2017年からはkmフラワーバスで活躍した三菱ふそう・エアロスターも転用されて大型化、2024年にはハイブリッド車、2025年には燃料電池自動車（トヨタ・SORA）が導入されている。
2017年4月1日にルートの再編を行い、全車両が品川駅発着 - 田町駅経由 - お台場循環となった。
車内放送のアナウンスはフジテレビのアナウンサーによるもので、遠藤玲子・山﨑夕貴・川端健嗣の3人が担当した。2017年4月1日より久代萌美・松村未央の2人が担当している。
田町駅では01系統・02系統で停車するバス停が変わる。
- 品川駅港南口（東口）→ 田町駅東口（01）・芝浦3丁目（02） → お台場海浜公園駅前 → 台場2丁目（トレードピアお台場前） → フジテレビ前/アクアシティお台場前 → グランドニッコー東京 台場 → ヒルトン東京お台場 → フジテレビ前/アクアシティお台場前 → 台場2丁目 → お台場海浜公園駅前 → お台場学園前 → 台場1丁目 → 田町駅東口（01）・芝浦3丁目（02）→ 品川駅港南口
- 平日は10分 - 20分間隔で1日63便、土日は15分 - 20分間隔で1日57便運行。始発2便はお台場学園前発（02）、最終2便は芝浦3丁目からお台場循環はせず、お台場学園前 → 台場1丁目止まり。

※お台場エリアのうち品川区（東八潮）・江東区（青海）にかかる地区は経由していない。

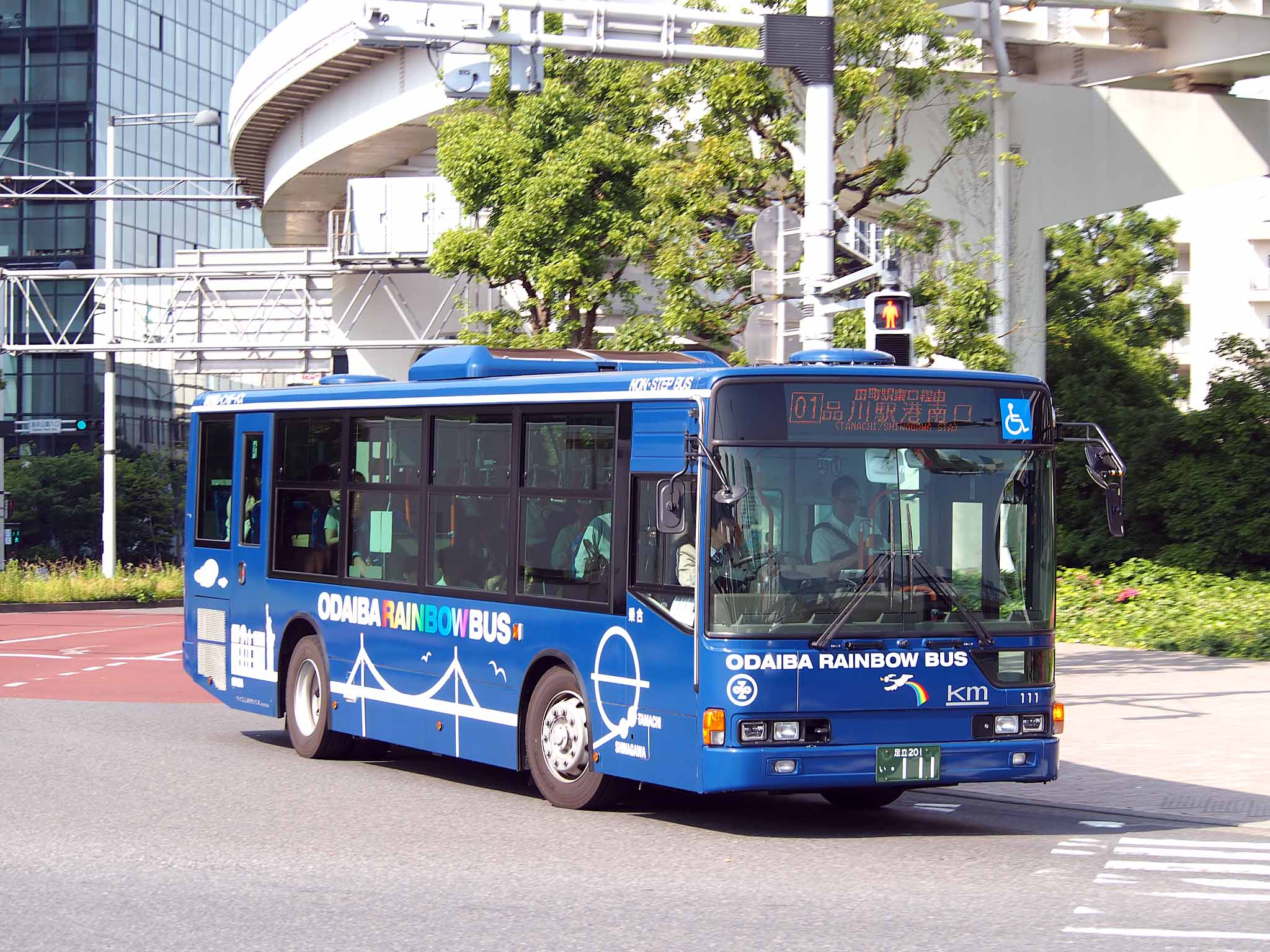
kmフラワーバスから転用された三菱ふそう・エアロスター
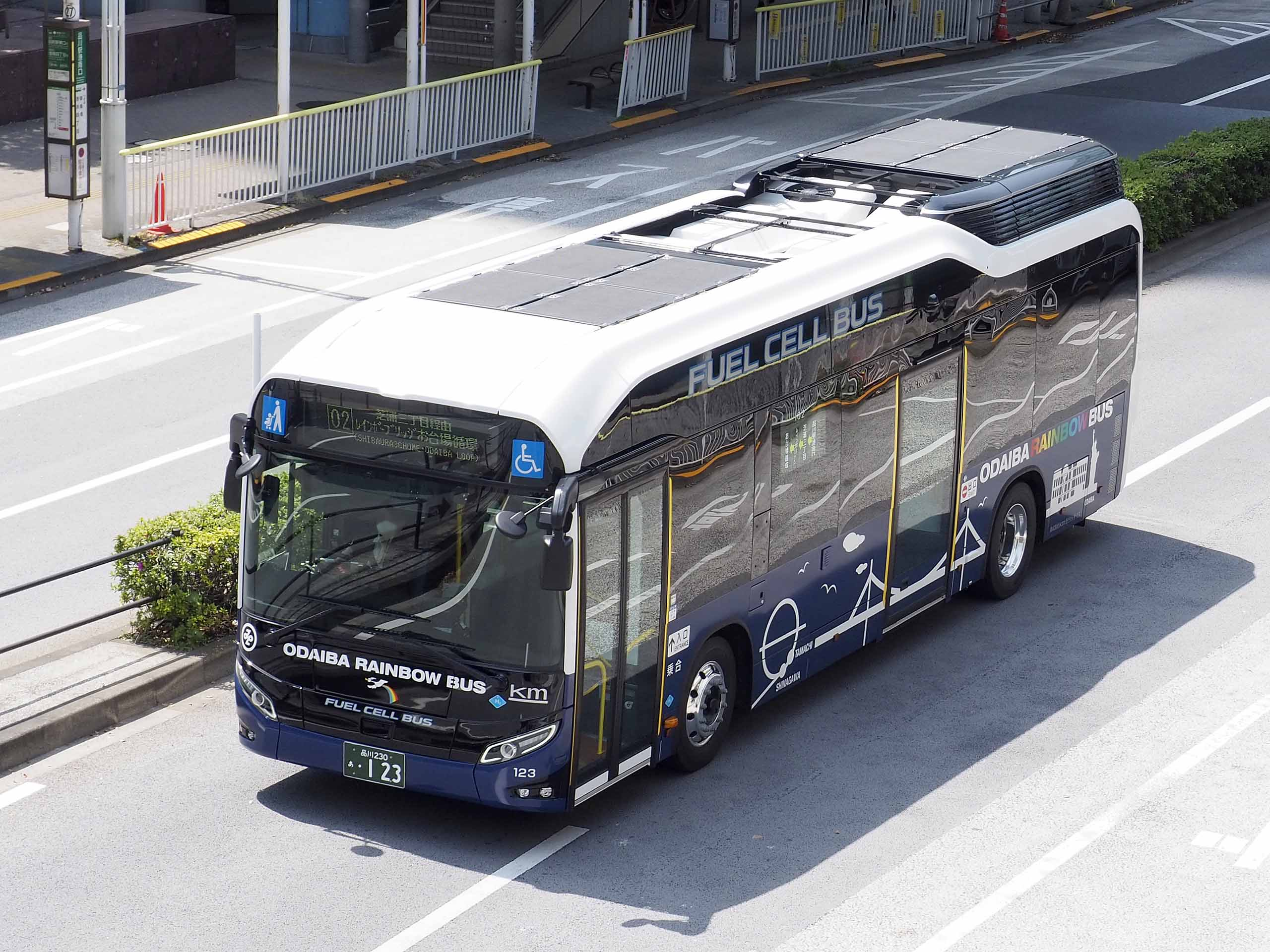
燃料電池車（トヨタ・SORA）

### kmフラワーバス（廃止）

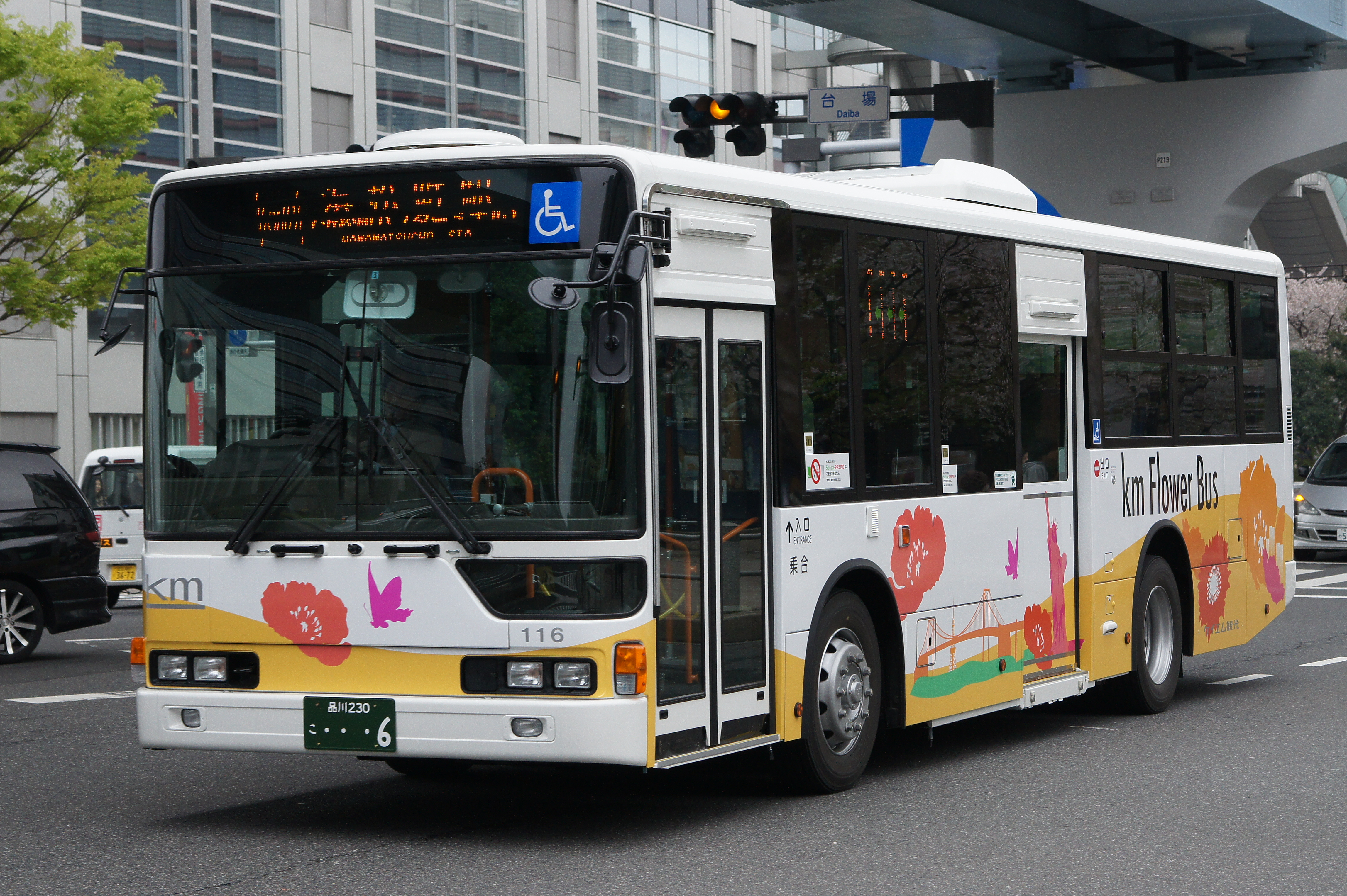
kmフラワーバス 専用車両

- 「大江戸温泉物語」は一部のみ停車、「潮風公園入口」「国際展示場正門駅前」は浜松町方面のみ運用。
- km01『メインルート』、ビッグサイト・国際展示場駅発着：浜松町駅バスターミナル - 浜松町駅前 - 海岸1丁目 - 竹芝桟橋（ニューピア竹芝） - 日の出桟橋 - 芝浦ふ頭駅入口 - お台場海浜公園駅前 - 台場2丁目（トレードピアお台場前） - フジテレビ前（アクアシティお台場前） - 台場駅前 - 潮風公園入口（片側） - 船の科学館駅前 - 日本科学未来館前 - 東京港湾合同庁舎前 - 大江戸温泉物語（一部停車） - テレコムセンター駅前 - パレットタウン前（青海駅前）- フェリー埠頭入口 - 国際展示場正門駅前（片側） - 東京ビッグサイト - 東京ビッグサイト東棟前 - 国際展示場駅入口（癌研有明病院前） - 国際展示場駅前
- km01　テレコムセンター・大江戸温泉物語発着：浜松町駅バスターミナル - （この間メインルートに準ずる） - 船の科学館駅前 - テレコムセンター駅前 - 大江戸温泉物語
- km01　始発（台場発）、最終（浜松町発）平日各1便：浜松町駅バスターミナル - （この間メインルートに準ずる） - お台場海浜公園駅前
- km02（区間急行）：東京ビッグサイト → フェリー埠頭入口 → 潮風公園入口 → （この間メインルートに準ずる） → 浜松町駅バスターミナル（平日朝3便）
- km03（急行）：大江戸温泉物語 → テレコムセンター駅前  → 芝浦ふ頭駅入口 → 浜松町駅前　→　浜松町駅バスターミナル（休日夜1便）
- 直行：浜松町駅バスターミナル - 浜松町駅前 - （直行） - 東京ビッグサイト（大イベント時のみ運行）

都営バス・虹01系統が2013年3月31日を以って廃止となったため、同年4月1日から同一経路で新設された系統。大江戸温泉物語バス停を新設する以外は、バス停名も同一である（ただし芝浦ふ頭駅入口停留所については都営時代は「芝浦埠頭駅入口」を名乗っていた）。一日乗車券と定期券の設定（お台場レインボーバスと共通利用可能、交通系ICカードへの設定はなし）があり、東京都シルバーパスが利用できるが、港区コミュニティバス乗車券、Suica・PASMO等の交通系ICカードは使用不可である。なお、電子マネーiDが使用可能。
国際展示場駅発着については、都営時代は3本/日のみだったのに対し、ケイエム観光移行後は、浜松町駅バスターミナル発で18本/日（平日）、16本/日（土休日）へと大幅に本数が増やしたが、同年12月2日のダイヤ改正で3本/日（平日）、2本/日（土休日）と減っている。
運行開始以降赤字が継続しており、収入改善が困難なため、2017年5月31日限りでの廃止を関東運輸局に届け出た。
車両は専用塗装が施された三菱ふそう・エアロスターノンステップバスである。多客時を考慮して他社と同じ大型車となり、お台場レインボーバスの車両よりも収容力を高めるとともに定員を増やした。
車内放送は独自のものになっているが、発車の際の放送と降車ボタンが押された際の放送のみ、お台場レインボーバスと同じく、フジテレビアナウンサーの山﨑夕貴による放送となる。
コミックマーケットや東京モーターショーなど、東京ビッグサイトでの大規模イベント開催時は、お台場レインボーバスの車両も総動員して直行系統を運行する。運行開始当初は通常のルートで各停留所を通過するだけであったが、2014年12月から東京湾岸アンダーを経由する大幅なショートカットを実現した。（前身の虹01系統の臨時直行便と同一経路である）
2017年5月31日をもって営業終了となり、同経路を引き継ぐ事業者はなかった。

## 車両

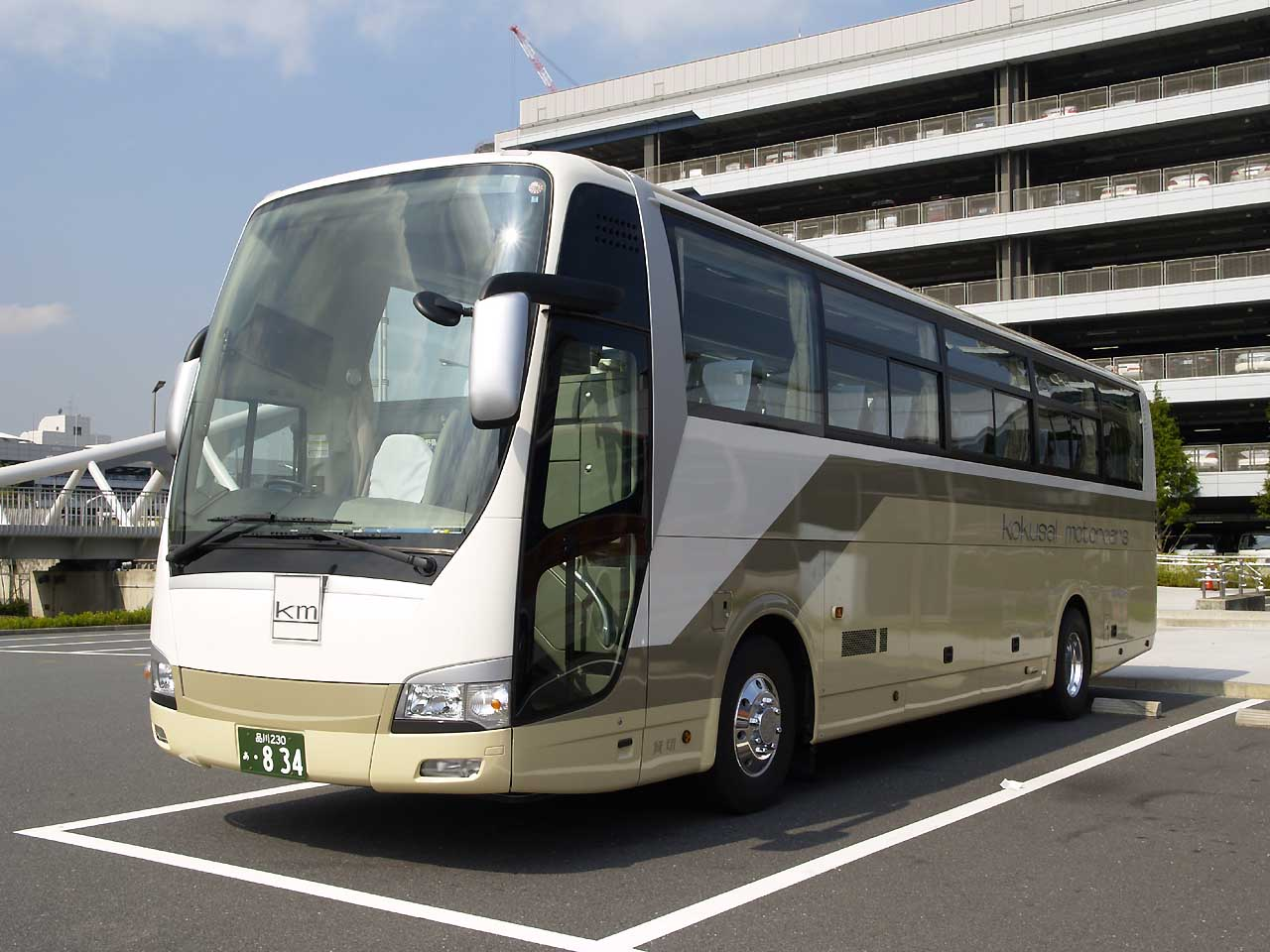
ケイエム観光バスの観光バス
（車種：三菱ふそうエアロクィーン）

2016年3月現在、貸切バス171台、乗合バス14台を保有する。三菱ふそう車が中心で、かつては日産ディーゼル（現・UDトラックス）車や富士重工業製ボディの採用も比較的多かった。カラーリングは白地にベージュの濃淡を1961年から採用している。
独自装備として長年、前面にkmのイニシャルマークをつけた正方形の行燈が装着されていたが、「枠にとらわれないバス会社を目指す」という方針から、2014年導入車からは通常の行灯を装備している。
ケイエム観光バスの象徴だったハイグレード観光バス「ロイヤルサロンカー」シリーズは、同社のフラッグシップとして1972年から多数導入された。1980年代にはエアロクィーンKを中心としたスーパーハイデッカー車に移行、最盛期には同シリーズだけで60台近くを擁していた。しかし経営環境や貸切需要の変化と車両の経年でこれらの高級車は引退しており、現在はスーパーハイデッカー主体ながらも一般的な55-60人乗りの車両が中心である。
藤田観光自動車の吸収により、同社が所有していたいすゞ車や日産ディーゼル車も転入したが、一部の車両は京都支店に転出した。また藤田時代からの車両は白にオレンジ・赤・紺の塗装で「カメリア」「フリージア」「カトレア」などの愛称があった。現在はケイエム観光塗装に統一され、愛称も廃された。また行燈もオリジナルのものではなく、一般的な横長のものである。
2006年には、日野自動車よりセレガ、2008年にはメルファおよびリエッセを導入している。日野車は旧藤田観光自動車時代には実績があり、ケイエム本体でも伊勢丹シャトルコーチ用にリエッセを導入しているが、一般貸切車としては初の選択である。
2016年にケイエム観光バスに吸収合併されたニュー東京観光自動車についても、2013年導入分からケイエム観光カラーとなり、既存車もカラーリングが変更された。行燈も一般的な横長のものとなっている。
2021年の社名変更に伴い、左右側面の後輪後側の社名表記は変更されたものの、車体後部の窓下の「ケイエム観光」の表記は変更されていない。また、車体側面窓下の「kokusai motorcars」表記は分社以前より変更されていない。

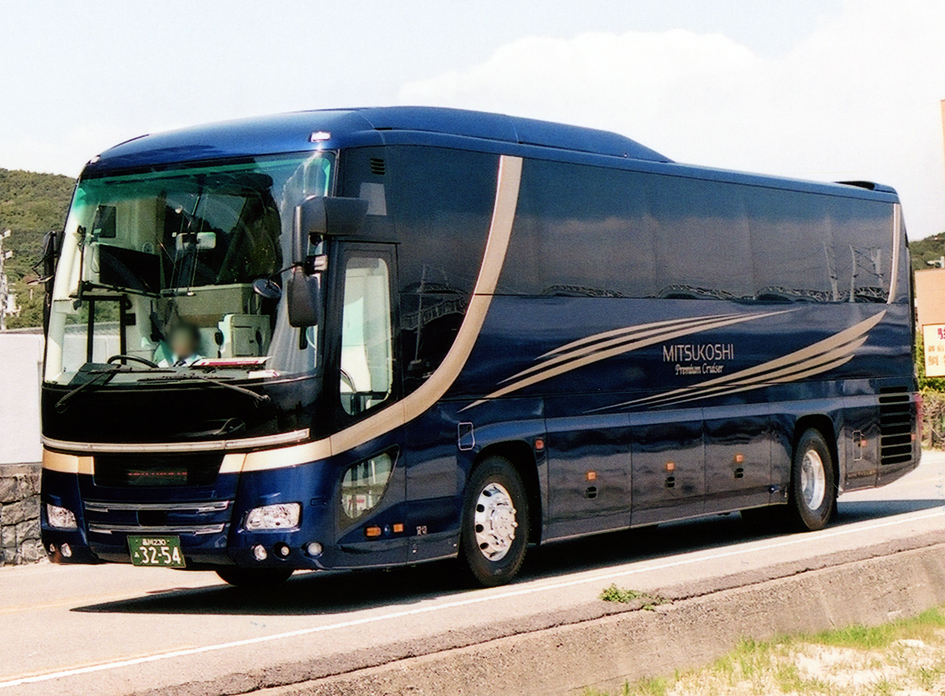
日野・セレガSHD 「三越プレミアムクルーザー」